# Ella Newton
Ella Newton (Melbourne, 7 december 1991) is een Australisch actrice. Ze speelde onder andere in de film Girl at the Window en de televisieserie Harrow.

## Biografie
Newton werd geboren in Melbourne en studeerde af aan de Wesley College. In 2017 verkreeg ze haar eerste rol in de ABC-televisieserie Newton's Law. Hierin speelde ze onder andere samen met Ioan Gruffudd. Een jaar later speelde Newton in de televisieserie Harrow de rol van Fern Harrow. In 2022 speelde Newton de hoofdrol van Amy Poynton in de film Girl at the Window.

## Filmografie

### Films
| Jaar | Titel                 | Rol         | Opmerkingen |
| ---- | --------------------- | ----------- | ----------- |
| 2018 | Lavender              | Poppy       | Korte film  |
| 2021 | Don't Come in... Yet! |             | Korte film  |
| 2022 | Girl at the Window    | Amy Poynton |             |

### Televisie
| Jaar      | Titel             | Rol                 | Extra   |
| --------- | ----------------- | ------------------- | ------- |
| 2017      | Newton's Law      | Lydia Newton-Docker | 7 afl.  |
| 2018      | Playing for Keeps | Ella Rickards       | 1 afl.  |
| 2018-2019 | Neighbours        | Delaney Renshaw     | 14 afl. |
| 2019      | SeaChange         | Stella Connors      | 6 afl.  |
| 2020      | Kit & Em          | Em                  |         |
| 2018-2021 | Harrow            | Fern Harrow         | 30 afl. |